# Cryptomerinx laphriicornis
Cryptomerinx laphriicornis là một loài ruồi trong họ Asilidae. Cryptomerinx laphriicornis được Enderlein miêu tả năm 1914. Loài này phân bố ở vùng Tân nhiệt đới.